# 有毒资产
有毒资产（英語：toxic asset）是指价格已大幅下降的金融资产。这些资产不能以持有人满意的价格出售。由于资产可抵销负债且常被用来加杠杆，这样的价格下跌对持有人而言可能非常危险。该词在2007年–2008年環球金融危機期间流行开来，有毒资产在其中产生了重要影响。
资产的价格对经济状况非常敏感，而经济状况不确定性的增加使得资产难以估价。银行和其他主要金融机构不愿以大幅降低的价格出售资产，因为低价将迫使它们大幅减少其账面资产，至少在账面上令其资不抵债。
有毒资产也婉称为不良资产或问题资产（troubled assets）。

## 起源
该术语至少在2006年就有零星使用，可能由美国国家金融服务公司创始人安吉罗·莫兹罗创造或推广，他在2006年春季的电子邮件中使用“有毒（toxic）”一词来描述某些抵押产品，美国证券交易委员会文件中记载如下：
“[100％贷款价值比的次级抵押贷款是]现有的最危险的产品，没有比这有毒的了……”（2006年3月28日）
关于Countrywide的80/20次级贷款：
“在我从事业务的年头里，我从未见过更加有毒的产品。它不仅从属于第一（抵押贷款），而且第一（抵押贷款）是次贷。此外，FICO评分在600以下、500以下，有些是400以下。随着地产价格的下降，产品会越来越糟。”（2006年4月17日）

## 市场冻结
当一种商品的供需相等时，买卖双方就可以匹配，即“市场出清”。
古典经济学和新古典经济学认为，市场出清是通过价格调整来实现的——如果需求超过供给，则价格上调；如果供给超过需求，则价格下调。由此，均衡在买卖双方都能接受的价格达到，并且在没有外界干预的情况下（自由市場中），该情景能够发生。
在2007年开始的金融危机期间，这一情境并未在许多类型的金融资产上发生，因此有人认为“市场崩溃了”。
该现象也可以解释为，价格没有下调——价格过高而供应过多，或者需求过低，或者未能达到均衡价格——卖方出售时想要的价格高于买家购买时想给的价格。
危机之前，银行和其他金融机构已在复杂的金融资产中投入了大量资金，例如債務擔保證券和信用違約交換。这些资产的价值对经济因素非常敏感，例如房价、违约率和金融市场流动性。危机前，这些资产的价值是根据当时的经济数据估算的。
当人们明白情况不能永远维持下去时，这些资产能产生多少收入就不再明朗，因此资产价格也无从知晓。由于资产通常对经济状况非常敏感，因此即使经济状况中较小的不确定性，也可能导致资产价格的较大不确定性，这使得市场上的买卖双方很难就价格达成一致。
此外，银行和其他大型金融机构不愿接受这些资产的价格降低，因为低价格将迫使它们重新计算其资产的总价值，且如果损失足够大，将会使它们总价值为负。几家银行在2008年秋被迫接受收购或合并，因为它们被认为已陷入这种困境。根据现行市场价格对总资产进行的重新评估称为按市值计价。僵尸银行一词被引入，用来描述若将其资产重估到现实水平就会破产的银行。有毒资产通过增加银行资产的差异，可以使其中健康者变成“僵尸”。潜在的有偿付能力的银行将提供很少的优质贷款。这就是债务积压问题。另外，拥有有毒资产的潜在资不抵债的银行将寻求高风险的投机性贷款，以将风险转移至其储户和其他债权人。
此外，一方面拥有有毒资产的资不抵债的银行不愿接受其有毒资产价格跳水，另一方面潜在的买家不愿支付接近贷款面值的价格。由于潜在的买卖双方无法就价格达成一致，市场陷入冻结，交易停止。在某些情况下，冻结会持续几个月。

## 盖特纳试图纾困
2009年3月23日，美国财政部长蒂莫西·F·蓋特納宣布成立公私合作投资计划（Public-Private Investment Partnership，PPIP），从银行购买有毒资产。公告当天，美国主要股市指数上涨，其中银行股领涨，涨幅超过6%。PPIP有两个主要计划。遗留贷款计划（Legacy Loans Program）试图从银行的资产负债表中购买住宅贷款。联邦存款保险公司（FDIC）提供无追索权贷款担保，最高可达传统贷款购买价格的85％。私营部门资产管理人和美国财政部将提供剩余资产。第二个项目称为遗留证券计划（Legacy Securities Program），它购买最初被评为AAA的住宅地产抵押贷款支持证券（RMBS）以及被评为AAA的商业地产抵押贷款支持证券（CMBS）和资产支持证券（ABS）。在许多情况下，这些资金将由来自美国财政部的问题资产救助计划（TARP）资金、私人投资者以及美联储定期资产借贷工具（TALF）的贷款平均分担。公私投资伙伴关系的初始规模预计为5,000亿美元。经济学家和诺贝尔奖获得者保羅·克魯曼对这项计划持非常批评的态度，认为无追索权贷款会导致隐性补贴，而资产管理者、银行股东和债权人将为这些补贴买单。银行分析师梅里迪斯·惠特尼（Meridith Whitney）认为，银行不会以公平市价出售不良资产，因为它们不愿进行资产减记。清除有毒资产也将减少银行股票价格的向上波动。由于股票是公司资产的看涨期权，这种波动性损失将损害困境中的银行的股价。因此，这些银行只会以高于市场价格的价格出售有毒资产。
但是，该论点忽略了通过立法或法规同时调整银行负债的可能性，时任FDIC主席Sheila Bair就于2009年9月提出了240亿美元的这种计划，该计划原本可以保护股东利益，而不致于产生天量管理奖金。Bair的计划并未得到施行。由于商业破产申请的数量继续增加，负反馈的压力表明有毒资产仍待解决。

## 资产种类
加拿大ABCP（asset-backed credit paper，资产支持信用票据）市场是市场冻结的一个案例。术语“有毒资产”通常与金融工具相关，例如CDO（債務擔保證券，通过转售部分抵押贷款产生的资产）、CDS（信用违约掉期）和次级抵押贷款市场，尤其是评级较低的部分（但该术语并无确切的定义）。

## 相关术语
在金融危机开始之前，“有毒垃圾（toxic waste）”一词用于描述次贷市场中评级最低者。羅伯特·吉布斯则提出了“遗留资产（legacy assets）”这一委婉说法，这也是对有毒资产进行重新品牌化的尝试。 
有毒证券是次貸危機发生后用于金融商品的名称，这类金融商品难以确定是资产还是负债。根据乔治·索罗斯的说法，“有毒证券不是同质的”。一个例子是信用违约掉期，该产品使持有人能定期收取小额付款，但如果发生指定事件，则持有人必须支付大笔款项。John Gapper描述了一种这样的工具，即“尾部风险”互换：
……结构性融资为银行等产生了更大的承担“尾部风险”的概率。这是一种类似于保险的交易策略：一个机构签发掉期合约或期权，向其提供定期付款，以换取让对方承担违约风险。这种产品在大多数情况下能产生收益，但有时却是灾难性的。
收取支付款项现金流的权利被视为一项资产。支付的义务记为负债。在信用违约掉期中，支付进出的数量和金额都存在不确定的风险。
预期现金流量的净值可参考模型来计算，但是计算需要对指定事件发生的概率有一定的置信度，而这种概率可能是无法保证的。RSM McGladrey的董事Lawrence Levine说：“人们对这些证券的公允价值无疑有可能存在分歧。”